# Port lotniczy Hohhot-Baita
Port lotniczy Hohhot-Baita (IATA: HET, ICAO: ZBHH, chiński: 呼和浩特白塔国际机场) – port lotniczy położony 14 km na wschód od Hohhotu, w regionie autonomicznym Mongolia Wewnętrzna, w Chińskiej Republice Ludowej. Jest to największe lotnisko w Mongolii Wewnętrznej i znajduje się 14,3 km na wschód od centrum miasta Hohhot. Jego nazwa Baita oznacza Biała Pagoda i pochodzi od Pagody Wanbu Huayanjing, jednej z atrakcji historycznych w Hohhot która leży 5,6 km na południowy wschód od lotniska.

## Historia
Port lotniczy Hohhot-Baita został otwarty 1 października 1958 roku. W połowie lat 80 i 90 przeszedł dwie rozbudowy, w czerwcu 2007 powstał nowy terminal o powierzchni 54 499 m² z 11 rękawami, mogący obsłużyć 3 mln pasażerów rocznie.
Obecnie lotnisko Hohhot ma połączenia do 28 krajowych miast na 26 trasach lotniczych, obsługuje międzynarodowe regularne loty do Ułan Bator, a także loty czarterowe do Hongkongu, Rosji i Tajlandii.

## Linie lotnicze i połączenia
| Linia Lotnicza           | Kierunek |
| ------------------------ | --- |
| Air China                | 1. Bayannur 2. Pekin 3. Changchun 4. Chengdu-Shuangliu 5. Chengdu-Tianfu 6. Chifeng 7. Chongqing 8. Guangzhou 9. Haikou 10. Hulun Buir 11. Hangzhou 12. Manzhouli 13. Szanghaj-Pudong 14. Shenyang 15. Shijiazhuang 16. Tiencin 17. Tongliao 18. Ułan Bator 19. Ulanhot 20. Wuhan 21. Xi’an 22. Xilinhot 23. Yinchuan |
| Air Travel               | 1. Kunming 2. Nankin 3. Wuxi |
| Beijing Capital Airlines | 1. Haikou 2. Hefei 3. Sanya 4. Wuhan |
| Chengdu Airlines         | 1. Chengdu-Tianfu 2. Nankin 3. Ningbo 4. Qingdao 5. Shijiazhuang 6. Tongliao 7. Ulanhot 8. Wenzhou 9. Xilinhot |
| China Eastern Airlines   | 1. Changchun 2. Fuzhou 3. Hefei 4. Hongkong 5. Huai’an 6. Kunming 7. Lanzhou 8. Nanchang 9. Nankin 10. Szanghaj-Hongqiao 11. Szanghaj-Pudong 12. Taiyuan 13. Wuhai 14. Xi’an 15. Rangun 16. Yantai |
| China Express Airlines   | 1. Alxa Left Banner 2. Arxan 3. Changzhi 4. Chengdu-Tianfu 5. Chifeng 6. Chongqing 7. Erenhot 8. Haikou 9. Hulun Buir 10. Handan 11. Manzhouli 12. Sanya 13. Shenzhen 14. Tongliao 15. Ulanhot 16. Wuhai 17. Xilinhot 18. Yan’an 19. Zhongwei                                                                         |
| China Southern Airlines  | 1. Changchun 2. Guangzhou 3. Qingdao 4. Sanya 5. Shenzhen 6. Urumczi 7. Zhengzhou |
| Chongqing Airlines       | 1. Chongqing 2. Tongliao |
| Fuzhou Airlines          | 1. Guiyang 2. Harbin |
| Genghis Khan Airlines    | 1. Chifeng 2. Erenhot 3. Hulun Buir 4. Manzhouli 5. Tongliao 6. Ulanhot 7. Wuhai 8. Xilinhot 9. Zhalantun |
| GX Airlines              | 1. Jining 2. Nanning 3. Xiangyang 4. Yichang |
| Hainan Airlines          | 1. Guiyang 2. Haikou 3. Harbin 4. Jinan 5. Nanchang 6. Sanya 7. Shenzhen 8. Urumczi 9. Xuzhou |
| Hebei Airlines           | 1. Hangzhou 2. Shijiazhuang |
| LJ Air                   | 1. Harbin 2. Shenzhen |
| Loong Air                | 1. Chifeng 2. Guangzhou 3. Hulun Buir |
| Lucky Air                | 1. Kunming |
| Qingdao Airlines         | 1. Changsha 2. Hulun Buir |
| Ruili Airlines           | 1. Huolingol 2. Kunming 3. Shenyang 4. Taiyuan 5. Xi’an |
| Shandong Airlines        | 1. Chongqing 2. Hulun Buir 3. Jinan 4. Nankin 5. Qingdao 6. Tiencin 7. Urumczi 8. Xiamen 9. Yinchuan |
| Shanghai Airlines        | 1. Hulun Buir 2. Szanghaj-Hongqiao |
| Shenzhen Airlines        | 1. Shenzhen 2. Wuhan |
| Sichuan Airlines         | 1. Chengdu-Shuangliu |
| Spring Airlines          | 1. Changchun 2. Dalian 3. Harbin 4. Lanzhou |
| Suparna Airlines         | 1. Hulun Buir 2. Shenzhen |
| Thai VietJet Air         | 1. Bangkok-Suvarnabhumi |
| Tianjin Airlines         | 1. Arxan 2. Chifeng 3. Dalian 4. Guiyang 5. Haikou 6. Hulun Buir 7. Hefei 8. Hengyang 9. Tiencin 10. Tongliao 11. Wuhai 12. Xilinhot 13. Zhalantun 14. Zhengzhou 15. Zhuhai |
| Vietnam Airlines         | 1. Nha Trang |
| Xiamen Air               | 1. Changsha 2. Fuzhou 3. Hangzhou 4. Quanzhou 5. Wuhan 6. Xiamen 7. Yuncheng 8. Zhengzhou |